# Benoît Noël
Pour les articles homonymes, voir Noël (homonymie).
Benoît Noël, né le 24 juillet 1963 à Versailles (Yvelines), est un chercheur indépendant et historien d’art. Il est l’auteur d’essais sur la peinture et les boissons spiritueuses et de nombreux articles de fond sur les arts plastiques et la littérature. Ancien conservateur contractuel de musée, il a enseigné la communication visuelle.

## Biographie
En 1981 Benoît Noël suit des études en histoire de l’art à l'Université Paris X Nanterre (Hauts-de-Seine) incluant des séminaires en études théâtrales dirigés par l’écrivaine Danièle Sallenave et en études cinématographiques par le chef-opérateur Henri Alekan. Paris X ne prenant pas d’étudiant en thèse de cinéma, il rejoint en 1983, sur le conseil du professeur Bruno Foucart, l’Université de Paris I - Panthéon-Sorbonne. Le critique de cinéma et professeur Claude Beylie y accepte ses sujets de licence, de DEA puis de thèse. Ces travaux examinent l’apparition de la couleur au sein du septième art, ses modes de production technique et les enjeux économiques afférents puis les débats esthétiques et idéologiques engendrés par sa généralisation fort différente selon le poids de l’industrie chimique des pays.
À compter de 1986, Benoît Noël donne des cours ou des conférences en histoire de l’art pour différentes associations dont les Accueil des villes françaises (AVF) ou le Centre d’Étude d’Histoire de l’Art (CEHA) de Chatou (Yvelines). Il anime aussi des stages de sensibilisation à l’Histoire de l’art ou à l’Art moderne pour l’ARPEC. Ces sessions destinées aux enseignants en lettres, histoire, arts plastiques et documentalistes sont interactives avant la lettre et comprennent des visites d’ateliers d’artistes dont les Frigos de l’ex-gare frigorifique Paris-Ivry.
Depuis 1986 également, il publie des articles dans des gazettes, bulletins, magazines, revues et cahiers variés : Passions Grand Est, L’Absinthe, Almanacco Odradek 2004 di scritture antagoniste, le Bulletin Lettres Comtoises, La Racontotte - Cahier d’Écologie Rurale, Le Foyer rural du Billot - Histoire & Traditions Populaires, les Cahiers de la Fête de l’Absinthe de Boveresse (Suisse), les Cahiers Octave Mirbeau, La Gazette des Amis de la Maison Fournaise, L'Étoile-Absinthe, Études normandes ou Histoires littéraires…
Au sein du département cinéma de Paris I, abrité dans les murs de l'Institut d'art et d'archéologie, dit Centre Michelet, Benoît Noël suit les cours du critique cinématographique Michel Ciment et du cinéaste Éric Rohmer. Également journaliste pigiste il signe des études, interviews et couvertures de festival pour différents magazines et revues cinématographiques, comme Clap-Magazine, Cinétoiles, La Revue du cinéma (« La portée créatrice de la couleur à l'écran », N°444, décembre 1988), L’Avant-Scène Cinéma, Cinématographe ou Positif (« Subterfuge et subreptice - La couleur selon Éric Rohmer », N°375-6, mai 1992).
En 1992, il est admis docteur de l’Université Paris I - Panthéon-Sorbonne en Arts et Sciences de l’Art pour sa thèse : La portée créatrice de la couleur à l'écran qui deviendra son premier livre : L’Histoire du Cinéma Couleur (Croissy-sur-Seine, Press’Comm, 1995).
Remarqué par les élus de la ville de Chatou pour ses cycles de cours : « Panorama des tendances plastiques contemporaines » et « Analyses d'écrits d'artistes et de théoriciens du XXe siècle » donnés au Centre d’Étude d’Histoire de l’Art, il est recruté comme premier conservateur contractuel de la Maison Fournaise en 1992. Cette guinguette de l’Île de Chatou accueillit sur son balcon la joyeuse assemblée du tableau : Le Déjeuner des canotiers de Pierre-Auguste Renoir (The Luncheon of the Boating Party, 1880-1881, The Phillips Collection, Washington D.C.). De 1992 à 1997, il y présente des expositions et y produit des documentaires. Mentionnons l’exposition L’Absinthe, mythe et réalité (1993), point de départ d’une recherche fondamentale au fil de nombreux livres, et le documentaire réalisé par Ingrid Janssen : La Maison Fournaise impressions, Premier prix des Musées de France (DMF) en 1993.
Depuis 1995, il est l’auteur ou le co-auteur d’une trentaine d’essais sur l’histoire des arts des XIXe et XXe siècles et sur l’histoire des spiritueux et notamment l'absinthe. Un mythe toujours vert, l'absinthe (Paris, L’Esprit Frappeur, 2000) a été traduit en italien : L’Assenzio, un mito sempre verde (Rome, Odradek Edizioni, 2001) puis en anglais avec l’aide de Peter Verte et Artemis : Absinthe, a Myth always Green (Paris, L’Esprit Frappeur, 2003).
Établi à Sainte-Marguerite-des-Loges (Livarot-Pays-d'Auge) en 1998, il présente des conférences pour l’Association des Amis des Musées de Lisieux depuis 2001 et pour nombre d’antennes (L’Aigle, Argentan, Deauville, Bayeux…) de l’Université Inter-Ages de Basse-Normandie (Caen) depuis 2006. Il anime également depuis 2009, les rencontres avec les artistes exposés à l’Espace Culturel des Dominicaines de Pont-l’Évêque : Philippe Ségéral, Jean-François Debord, Delphine Garcia, François Barbâtre, Pascale Hémery, Daniel Levigoureux, Michel Cribelier, Grégoire, Paul Day, Paul Gros, Fabien Verschaere…
Administrateur de l’Association Le Pays d’Auge et de la Société historique de Lisieux, il a signé dans leur revue ou bulletin des articles sur le polémiste Alphonse Karr, Sacha et Lucien Guitry, Alphonse Allais, Gustave Flaubert, le poète Alfred Poussin, les peintres Eugène Boudin, André Gill, Henri Regnault, Charles Léandre, Édouard Vuillard, Jacques-Émile Blanche, Paul-Élie Gernez ou David Hockney, les historiens Étienne Deville et Fernand de Mély, le cinéaste Sergueï Eisenstein, les hommes politiques Henry Chéron et Marcel Gambier, le collectionneur d’art Daniel Wallard ou le musicien Michel Magne.
De 2000 à 2015, Benoit Noël enseigne la Communication visuelle à l’Académie Charpentier abritée partiellement dans les locaux de l’Académie de la Grande-Chaumière sous forme de cours magistraux, briefs et workshops.
En 2017, dans la réserve de la médiathèque d'Alençon, il découvre 61 lettres au sein d'un recueil jusqu'alors inexploité. Ces lettres totalement ou partiellement inédites de l’écrivain Jules Barbey d'Aurevilly à son ami et secrétaire François-Stanislas Trébutien, donnent un nouvel éclairage sur la défense par Barbey des Fleurs du mal de Charles Baudelaire. Sur autorisation de Benoît Noël, le professeur Philippe Berthier en a assuré l’édition scientifique (Barbey d’Aurevilly, Lettres inédites à Trebutien 1832-1858 - Édition présentée par Philippe Berthier, Paris, Éditions Bartillat, 2018).
En 2018, Benoît Noël assure la présentation scientifique de la partie relative au Pays d'Auge d’un texte inédit de Jacques-Henri Bernardin de Saint-Pierre (Extraits de Voyage en Normandie - Préface de Malcolm Cook, Lisieux - Sainte-Marguerite-des-Loges, Association Le Pays d’Auge - BVR, 2018). Il retrouve Claudine Louÿs, la fille de l’écrivain Pierre Louÿs et obtient une interview. (« Claudine Louÿs, Damia et le sirop de la rue » in Comme il vous plaira, Actes du 20e Colloque des Invalides, Tusson, Du Lérot, 2018).
Spécialiste du storytelling, il est conseiller en ingénierie culturelle auprès d’entreprises privées (La Muse verte, Spirit-France) et de collectivités publiques (Chatou, Alençon, Pont-l'Évêque, Livarot-Pays-d’Auge, Argentan, Lisieux).

## Œuvres

### Auteur
- L'Histoire du Cinéma Couleur, Croissy-sur-Seine, Press'Communication, 1995.
- La Seine au temps des Canotiers (avec Jean Hournon), Garches, Arom Productions, 1997.
- Les Coquelin, trois générations de comédiens (avec Francine Delacroix et Liliane Kalenitchenko), Rueil-Malmaison, Société Historique de Rueil-Malmaison, 1997.
- Absinthe, muse des peintres (avec Marie-Claude Delahaye), Paris, Éditions de l'Amateur, 1999.
- Un mythe toujours vert l’absinthe, Paris, L’Esprit Frappeur, 2000.
- L’Absinthe, une fée franco-suisse, Yens-sur-Morges (Suisse), Cabédita, 2001. Sans cesse réimprimé depuis[11].
- L’Assenzio, un mito sempre verde, Rome, Odradek Edizioni, 2001.
- L’Absinthe perd nos fils, Montolivet, La Fontaine-aux-Loups, 2001[12].
- Absinthe a Myth always Green (avec Peter Verte et Artemis), Paris, L’Esprit Frappeur, 2003.
- Nouvelles confidences sur l’absinthe, Yens-sur-Morges (Suisse), Cabédita, 2003[13].
- Les Arts en Seine, le paradis des impressionnistes - La Grenouillère de Croissy - Le Bal des Canotiers de Bougival - La Maison Fournaise de Chatou (avec Jean Hournon), Paris, Les Presses Franciliennes, 2004. Livre édité avec une bourse d’écriture du Centre national du Livre.
- La Rebuveuse d’absinthe - Autour de l’œuvre de Félicien Rops, Sainte-Marguerite des Loges, BVR, 2005[14].
- Parisiana - La capitale des peintres au XIXe siècle (avec Jean Hournon), Paris, Les Presses Franciliennes, 2006.
- A comme Absinthe, Z comme Zola - l’Abécédaire de l’absinthe - Préface de Joël Guiraud, Sainte-Marguerite des Loges, BVR, 2006.
- Auguste Poulet-Malassis (1825-1878) - Éditeur originaire d'Alençon d’avant-garde (avec des illustrations de Laurent Paturaud), Ville d’Alençon, 2007.
- Auguste Poulet-Malassis & Charles Baudelaire - 150 ans de l’édition des Fleurs du Mal (avec Catherine Pionchon-De Bascher), Ville d’Alençon, 2007.
- Edgar Chahine - Peintre-graveur (1874-1947), Sainte-Marguerite des Loges, BVR, 2008. Livre édité avec le soutien de la Fondation Calouste Gulbenkian - Lisbonne[15].
- Saint-Céneri-Le-Gerei - Barbizon des Alpes Mancelles (avec Christiane Tatham et Frédéric Dombre), Sainte-Marguerite-des-Loges, BVR, 2010.
- Jules Grün, trublion de Montmartre, seigneur du Breuil-en-Auge (avec Véronique Herbaut), Sainte-Marguerite-des-Loges, BVR, 2012[16].
- Cidre & Calvados en Pays d’Auge (avec Maud Guichard), Sainte-Marguerite-des-Loges, BVR, 2013[17].
- Fernand Léger - Un Normand planétaire - Préface de Dominique Wallard, Sainte-Marguerite-des-Loges, BVR, 2015. Prix Yves et Hélène de Labrusse, 2015. Réédité et complété en 2020[18].
- Daniel Wallard, photographe clandestin réputé pharmacien (Préface de Pierre Juquin, introduction de Hamid Fouladvind), Sainte-Marguerite-des-Loges, BVR, 2016[19].
- Marie Vassilieff - L’œuvre artistique - L’académie de peinture - La cantine de Montparnasse (avec Claude Bernès), Sainte-Marguerite-des-Loges, BVR, 2017[20].
- Sur les ailes de l’absinthe (avec des illustrations de Bastien Loukia), Sainte-Marguerite-des-Loges, BVR, 2021.
- Marie Vassilief, figure de proue des avant-gardes, catalogue de l’exposition de la Galerie Françoise Livinec - Paris, 2022.  (ISBN 978-2-919199-30-3)
- Bons Baisers de Lisieux (Tome 1), Sainte-Marguerite-des-Loges, BVR, 2024,  (ISBN 978-2-9585664-1-8)

### Commissaire d’expositions au Musée Fournaise
- 1993 : L’Absinthe, mythe et réalité
- 1993 : Guy de Maupassant, canotier[21]
- 1994 : Crafty, le XIXe siècle à la loupe
- 1994 : La Belle Époque des machines à sous[22]
- 1995 : André Derain, de Chatou à Chambourcy
- 1995 : Maurice Leloir : de Guy de Maupassant à Douglas Fairbanks[23]
- 1996 : Ferdinand Bac, d’un siècle à l’autre[24]
- 1997 : Adrien Karbowsky : élève de Puvis, émule de Renoir

### Producteur de film institutionnel et de documentaires au Musée Fournaise
- La Maison Fournaise, Impressions[25], film institutionnel réalisé par Ingrid Janssen en 1992. Grand Prix des Musées de France au 2e Festival Audiovisuel Muséographique en 1993. Film primé au 16e Festival International du Film d'Art de l'UNESCO en 1992 puis à Biarritz et à Montréal en 1993. Présenté hors-concours au Festival du Film d’Art de Rio-de-Janeiro en 1995. Projeté dans les salles d'attente du réseau de la Mutuelle générale de l'Éducation nationale (MGEN) en 1994, au Centre international de Deauville (CID) lors d’assises du Conseil national du patronat français (CNPF) et à l’auditorium de l’École du Louvre en 1995.
- La Belle Époque des machines à sous, coréalisé avec Jean Miard en 1994. Réemployé par le collectionneur Jean-Claude Baudot dans ses expositions ultérieures.
- André Derain, mon Oncle, coréalisé avec Jean Miard en 1995. Réemployé par Geneviève Taillade aux musées de Mont-de-Marsan (1995) et de Granville (1998) puis par Javotte Taillade à l’exposition « Derain, Balthus, Giacometti » au Musée d’Art Moderne de Paris en 2017.

### Co-Commissaire ou conseiller d’expositions
- 1995 : L'Histoire du Cinéma Couleur, Espace Renoir de Rueil-Malmaison. Avec le collectionneur Jean-Claude Eyraud.
- 1996 : Adrien Karbowsky, préfiguration d’une exposition, Société Générale d’Entreprises (SGE) - Rueil-Malmaison. Avec Frédérique Decourselles.
- 1997-1999 : Ferdinand Lunel, de Montmartre aux bords de Seine. Musée de la Grenouillère de Croissy-sur-Seine, Bibliothèque Municipale de Louveciennes et Espace Renoir de Rueil-Malmaison. Avec Jean Hournon.
- 2005 : Sept moments dans la vie de Roger Jourdain, Musée de Louviers (Eure). Avec Leslie Dupuis.
- 2007 : Auguste Poulet-Malassis et Charles Baudelaire - 150e anniversaire de l’édition des Fleurs du Mal, Ville d’Alençon (Orne). Conseil auprès de Catherine Pionchon-De Bascher[26].
- 2008 : Edgar Chahine (1874-1947), peintre, graveur, Espace Culturel de Pont-L’Evêque (Calvados) et Musée Langlois de Beaumont-en-Auge (Calvados). Conseil auprès de Gaëtane Lebarbenchon, Pierre Chahine et Pierre Sécheret.
- 2016 : Étienne Deville (1873 Bernay - 1944 Lisieux) Diariste - Historien - Bibliophile à l’Espace Victor Hugo de Lisieux (Calvados) dans le cadre du 51e Congrès de la Fédération des Sociétés Historiques et Archéologiques de Normandie (FSHAN). Avec Daniel Deshayes.
- 2016 : Chez Roger Jourdain - L’Art de vivre à la Belle Époque au Château de Vert-Mont - Institut français du Pétrole (Rueil-Malmaison). Conseil auprès de Claire Maurer-Montauzé.
- 2017 : Marie Vassilieff, l'âme de Montparnasse au Château de Vert-Mont - Institut français du Pétrole (Rueil-Malmaison). Conseil auprès de Claire Maurer-Montauzé et de Claude Bernès.

### Éditeur scientifique
- Bernardin de Saint-Pierre, Extraits de Voyage en Normandie, 1er mars au 7 mai 1775, et tout particulièrement la partie concernant le Pays d’Auge, Lisieux et Ste-Marguerite-des-Loges, Association le Pays d’Auge et BVR, 2014.

### Participations à des ouvrages collectifs
- Georgina Letroumy et Delphine Christophe et al., Les Cafés de Paris (B. Noël signe les articles « Tortoni, temple de l’absinthe » et « Pellorier et l’Académie française »), Paris, Action Artistique de la Ville de Paris, 2004.
- Chantal Postaire, Marc Tolumert et al., catalogue de l’exposition L’Humanité au féminin (B. Noël signe l’article « Daniel Wallard et le fameux sextet de bons peintres : Suzanne Valadon, Séraphine Louis, Maria Blanchard, Berthe Morisot, Marie Laurencin et Yvonne Guégan », Caen, Atelier Yvonne Guégan, mars 2017[27].
- Fernand Léger, Lettres à Charlotte et André Mare (1906-1932), correspondance présentée par Tristan Rondeau et préfacée par Michel Onfray. Textes d’introduction de Laurence Graffin, Jean-Christophe Orticoni, Yves Chevrefils Desbiolles et Benoît Noël, Sainte-Marguerite-des-Loges, BVR, 2019[28].
- Aymar du Chatenet avec la collaboration de Sylvie Buisson, Nathalie Samoïlov, Jean du Chatenet et Benoît Noël, "Nadia Léger, l’histoire extraordinaire d’une femme de l’ombre", Imav éditions, Paris, 2019[29].

### Auteur de postfaces
- Belles de nuit, photographies de Jean-Pierre Larcher avec une préface de Jean-Pierre Haigneré et une postface de B. Noël, Paris, Ramsay, 2005[30].

### Auteur de notules
- Matthieu Frécon, L’Alambic - L’art de la distillation - Alcools, parfums, médecines (B. Noël signe les notules sur les Fontaines d’absinthe sylvestres du Val-de-Travers, Viviane, Mélusine et Alfred Jarry), Genève, Ambre, 2015[31].
- Juliette Singer (dir.), B. Noël et al., Le Paris de la Modernité (1905-1925), Paris-Musées, 2023,  (ISBN 978-2-7596-0566-8).

### Participation à des reportages télévisés et à des documentaires
- 2002 : « Les Absinthiades de Pontarlier », journal de 13H00 présenté par Jean-Pierre Pernaut, TF1, 7 octobre 2002. Avec Marie-Claude Delahaye, François Guy et B. Noël.
- 2011 : « Absinthe : A Documentary Film » de Christopher Buddy avec notamment Claude-Alain Bugnon, Marie-Claude Delahaye et B. Noël.
- 2015 : « Fernand Léger - Un Normand planétaire », 12-13, Jean-Lou Janeir, FR3 Basse-Normandie. Avec B. Noël.
- 2016 : « Absinthe, l’apéro qui trouble », documentaire de Corinne Wüthrich et Xavier Jounieaux, La Lorgnette Production. Avec Marie-Claude Delahaye, Pierre-André Delachaux, Luc Rodriguez et B. Noël.
- 2016 : « La Ferme de Fernand Léger », reportage d’Élise Ferret, FR3 Basse-Normandie. Avec Jean du Chatenet et B. Noël.
- 2019 : « Fernand Léger, le peintre paysan » de Dominique Thiéry - série Une maison - Un artiste. Avec Jean du Chatenet, Aymar du Chatenet, Nathalie Samoïlov et B. Noël, France 5.
- 2021 : Dans Vachement Normand (Vincent Chatelain - France 3 - Lisieux, ville monde - 10 octobre), B. Noël évoque le musicien lexovien Michel Magne.
- 2023 : Dans Invitation au Voyage (Arte - Camembert, made in Normandie - 25 janvier), B. Noël présente l’ancienne Fromagerie livarotaise Georges Bisson.

### Communications à des colloques
- 2012 : « De Winona Ryder à Dita Von Teese : L’absinthe entre métabolismes et métamorphoses », Actes du 16e Colloque des Invalides, Alcools, 2012, Tusson, Editions du Lérot, 2013.
- 2013 : « Le secret de la souris (La Joconde) qui sourit définitivement dévoilé », Actes du 17e Colloque des Invalides, Secrets, 2013, Tusson, Editions du Lérot, 2014.
- 2014 : « La Trouvillaise Juliette Toutain-Grün, pianiste, compositrice et modèle d'exception de la Belle Époque », Actes du 48e Congrès de la Fédération des Sociétés historiques et archéologiques de Normandie, Être femme(s) en Normandie, Bellême, 2014.
- 2017 : « Mobilisations des bouilleurs de cru normands, en amont, à l’appui ou après la révolte majeure de 1935 », Actes du 51e Congrès de la Fédération des Sociétés historiques et archéologiques de Normandie, Événement contestataires et mobilisations collectives en Normandie du Moyen Âge au XXIe siècle, Lisieux, 2017.
- 2019 : « Du ‘Coup du milieu’ au ‘Trou normand moléculaire’ », Actes du 53e Congrès de la Fédération des Sociétés historiques et archéologiques de Normandie, De la fourche à la fourchette, Alençon, 2019.
- 2021 : « Culte thérésien et essor économique, mutation esthétique et renommée de Lisieux », Actes du 55e Congrès de la Fédération des Sociétés historiques et archéologiques de Normandie, Les villes de Normandie - Naissance, essor, crises et mutations, Caen, 2021.